# 格倫察河
52°39′00″N 6°46′20″E / 52.650107°N 6.772224°E

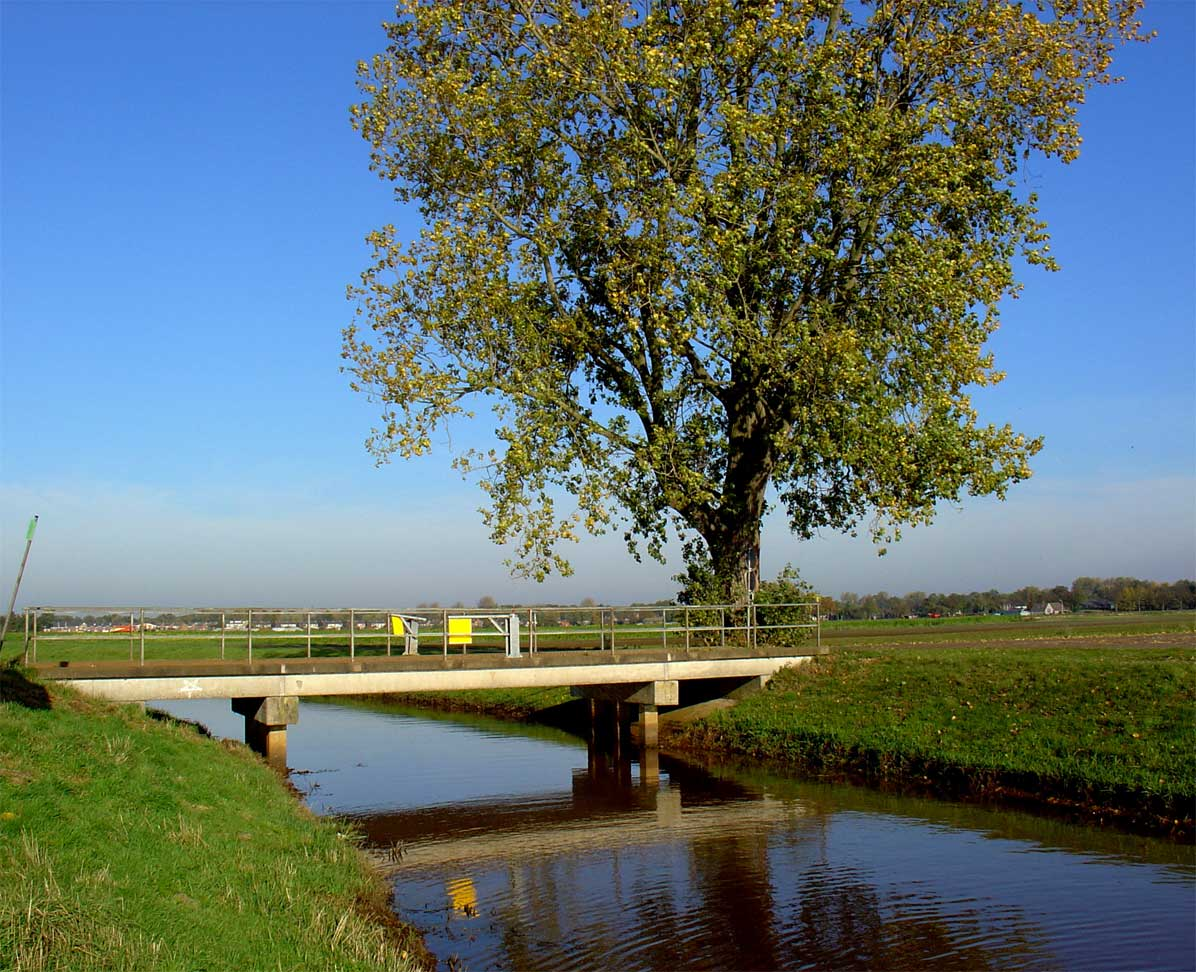
格倫察河

格倫察河（德語：Grenzaa，荷蘭語：Schoonebeker Diep），是西歐的河流，流經德國和荷蘭接壤的邊境，屬於費希特河的支流，發源自特維斯特東南面，河口處在庫福爾登附近。

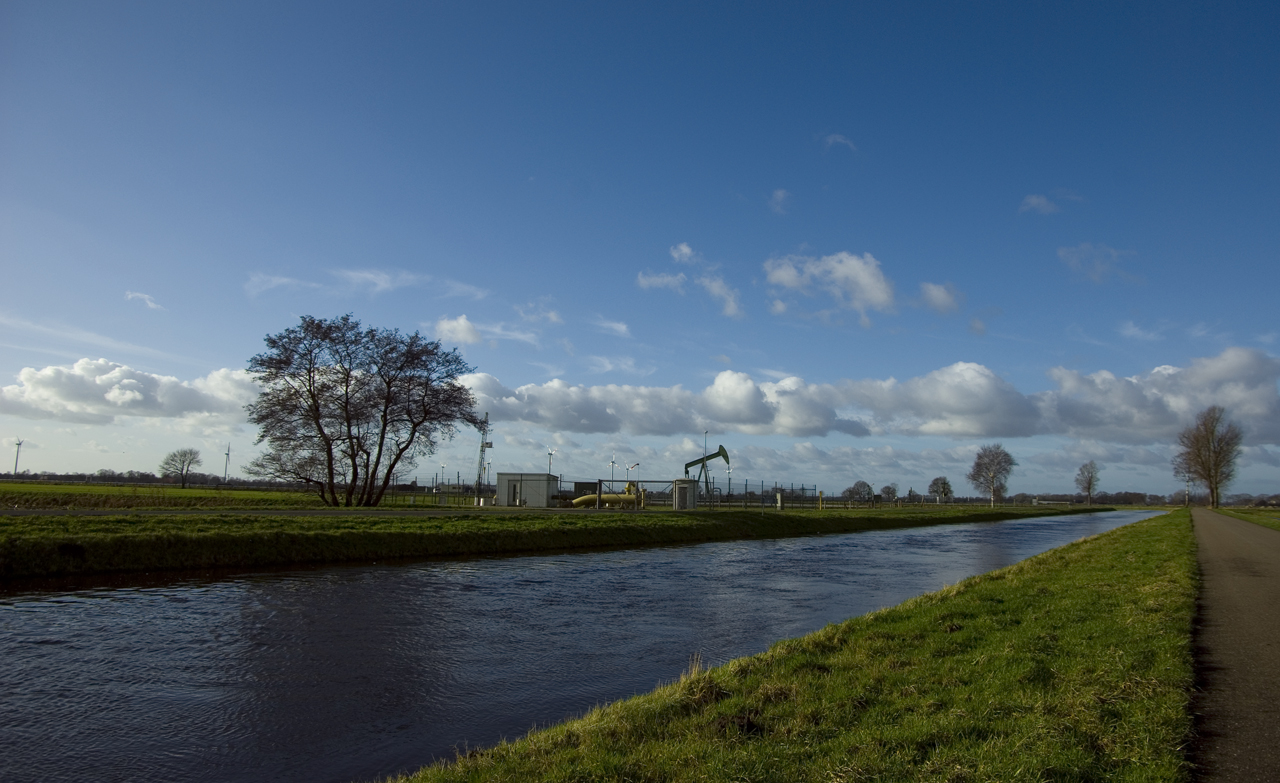
河景
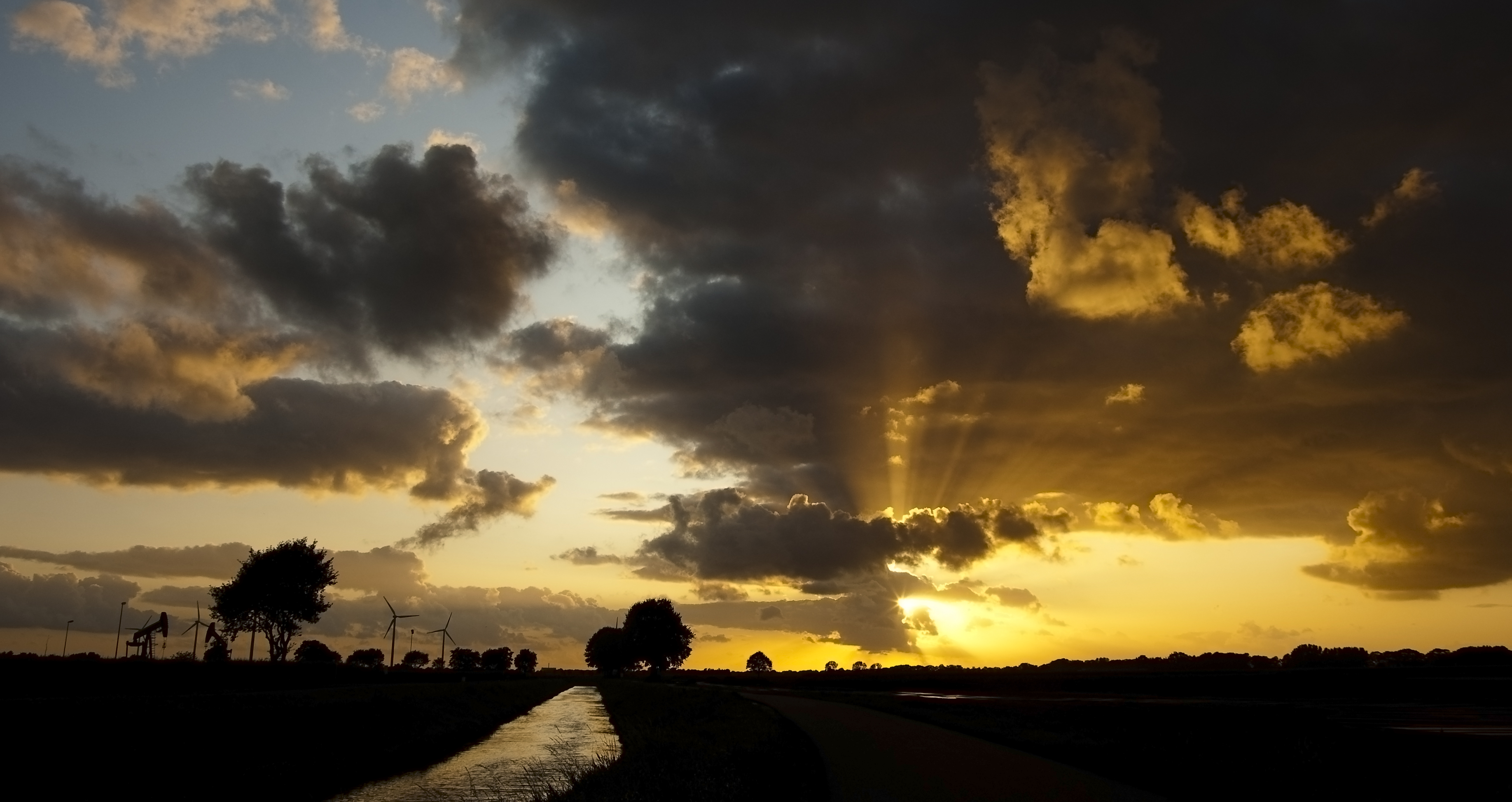
黃昏時份，左方可見風力發電機